# Albrecht Adam

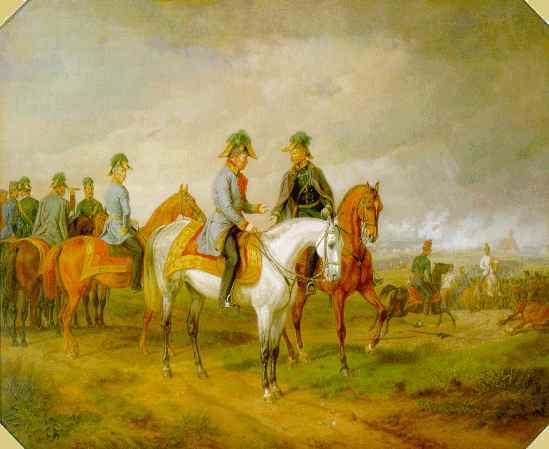
La batalla de Novara (1858).

Albrecht Adam (Nördlingen, 1786-Munich, 1862) fue un pintor alemán del siglo XIX, que se especializó en escenas de batallas y en retratos, aunque también incursionó en la llamada pintura de género.

## Biografía
Albrecht Adam nació el 16 de abril de 1786, en Nördlingen, Baviera Gracias a que tenía gran facilidad natural para el dibujo, dibujó las tropas del general Moreau hacia el año 1800, mientras era aprendiz panadero. En 1803, se instaló en Núremberg precisamente desempeñándose en el área de la panadería y la repostería, a la vez que frecuentaba la academia de dibujo del lugar. Bajo la influencia del pintor de historia Johann Lorenz Rugendas, se orientó a la pintura de batallas. En 1809, acompañó a la armada francesa y a sus aliados bávaros, participando en la campaña de Viena. Sus dibujos llamaron la atención de Eugène de Beauharnais, quien le nombró pintor de la corte. Y a partir de esa época, frecuentó casi todos los campos de batalla donde partacipaban generales bávaros o austríacos. En 1812 fue nombrado dibujante de la oficina topográfica de la armada italiana, en el IV regimiento de la Gran Armada, oportunidad en la que dibujó una serie de planchas, que constituyen un corpus de documentos iconográficos que ilustran muy bien las gestas napoleónicas. 
En 1815, Adam pasó a vivir en Múnich, donde prosiguió su carrera artística, publicando una serie de litografías en 120 planchas, entre 1827 y 1833. Albrecht Adam sucesivamente se puso entonces al servicio de los reyes bávaros Maximiliano I, Luis I, y por último Maximiliano II. Para la residencia real de Múnich, pintó especialmente la batalla del Moscova. En 1848-1849, siguió la campaña del general Joseph Radetzky en Italia, generando escenas de las batallas de Novora y Custozza.
Albrecht Adam falleció en Múnich, Baviera, el 28 de agosto de 1862.

## Su obra

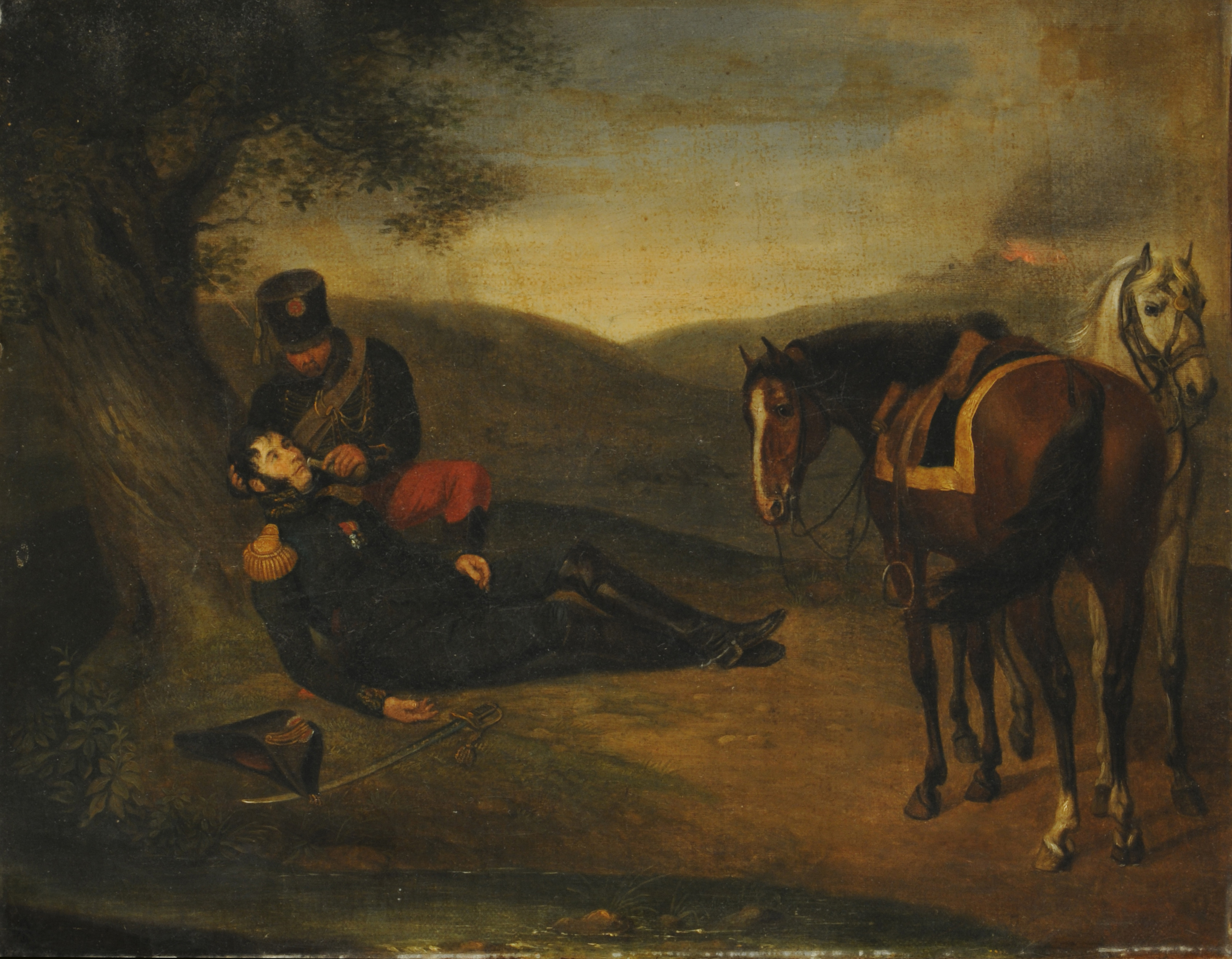
General herido.

Su obra se destaca principalmente por las escenas de batallas, aunque también realizó retratos y escenas de género. También es conocido por sus cuadros de caballos, a tal punto que puede decirse es el especialista indiscutible en ello de la época. Sus obras están conservadas en el Castillo de Tegersee, así como en la Neue Pinakothek de Múnich, y también en el que otrora fuera el palacio real de los reyes de Baviera y en la Graphische Sammlung Bibliothek.
Sus hijos Benno Adam, Eugen Adam, y Franz Adam, así como su hermano Henri, fueron también pintores.